# Eygenlandrecht

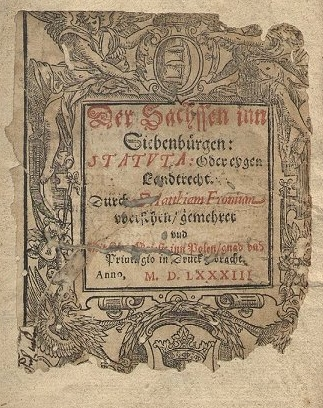
Titelseite des Erstdrucks von Der Sachsen inn Siebenbürgen statuta von Matthias Fronius, Kronstadt 1583

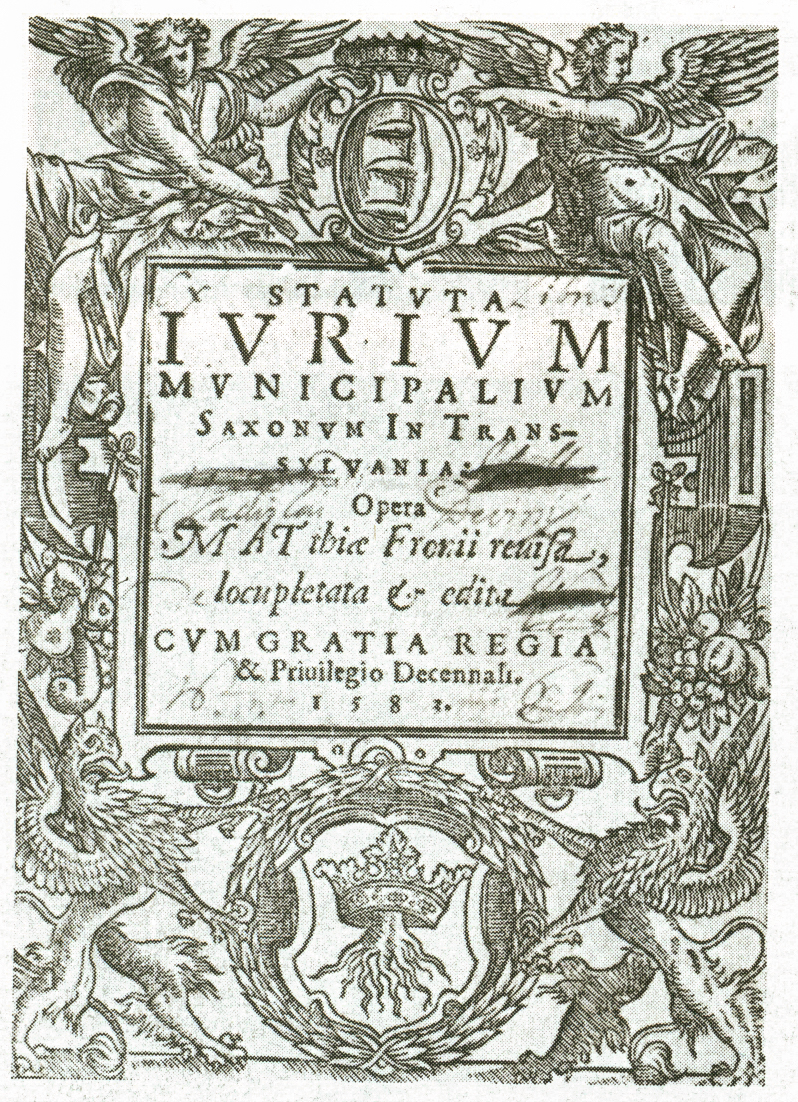
Der Umschlag des 1583 in Kronstadt auf Latein veröffentlichten Eygenlandrechts.

Die  Statuta oder das Eygenlandrecht (ungarisch szász jogkönyv, rumänisch Codul de legi săsești) der Siebenbürger Sachsen ist eine kodifizierte Rechtssammlung altdeutschen Gewohnheitsrechts in Rezeption römischen Rechts. Es galt für die Bewohner des Königsbodens in Siebenbürgen. Bis zur Einführung des Allgemeinen österreichischen bürgerlichen Gesetzbuches von 1811, welches in allen deutschen Erbländern der Österreichischen Monarchie eingeführt worden war, blieb das Eygenlandrecht in Kraft. Es stellt den wichtigsten Bestandteil der Rechtsgeschichte der Siebenbürger Sachsen dar. Matthias Fronius aus Kronstadt gab 1583 die erste Ausgabe in deutscher und lateinischer Sprache heraus.

## Rechtsgebiet
Das Gebiet auf dem Statutarrecht angewandt wurde, umfasste den gesamten Königsboden (lateinisch Fundus regius).

## Grundlage
Die Rechtsgültigkeit des Eygenlandrechts gründeten sich auf drei Faktoren:
- Die Privilegien des Goldenen Freibriefes von 1224.
- Die Bestätigung durch König Stephan Bathory von 1583.
- Diverse spätere landesrechtliche Urkunden, die den Siebenbürger Sachsen immer wieder die Gültigkeit ihres eigenen Rechtes anerkannten und bekräftigten.

Der Rechtszustand der Siebenbürger Sachsen erwuchs mithin zum Teil aus ererbtem Gewohnheitsrecht, welches in Inhalt und Form wenig systematisch aufgebaut war, aber dennoch von der sächsischen Nation als den einheimischen Bedürfnissen entsprechend, besonders geschätzt wurde. Es bestehen zudem starke inhaltliche Bezüge zum römischen Recht. Darüber hinaus, sind Satzungen aus dem Magdeburger Stadtrecht sowie allgemeine Abschnitte und Sätze aus dem Sachsenspiegel darin enthalten.

## Gültigkeitsdauer
Das Statutargesetzbuch galt nahezu drei Jahrhunderte in allen rechtlichen und sozialen Beziehungen für die Bewohner des Königsbodens. Es regelte sämtliche prozess-, privat- und strafrechtlichen Angelegenheiten der Siebenbürger Sachsen, aber auch der anderen Nationen, so sie auf Königsboden lebten. Bis 1803 galt das Statutarstrafrecht. Das Statutarprivatrecht war bis 1853 in Gebrauch, als es durch die österreichische Gesetzgebung ersetzt wurde.